# Tiếp thị truyền miệng

## Lịch sử - Nguồn gốc
Nhà tâm lý học George Silverman được xem là người tiên phong trong tiếp thị truyền miệng khi ông đã tạo ra cái gọi là "nhóm ảnh hưởng" vào đầu những năm 1970 và nhận thấy một hiện tượng thú vị rằng: "Khi một hoặc hai bác sĩ chia sẻ rằng họ có những trải nghiệm tốt về việc áp dụng một loại thuốc thì điều này có thể ảnh hưởng đến toàn bộ nhóm người vẫn còn đang hoài nghi về sản phẩm. Thậm chí lời chia sẻ của họ còn ảnh hưởng đến nhóm bác sĩ đã có những trải nghiệm tiêu cực về sản phẩm trong quá khứ."
Và khi có sự xuất hiện của Web 2.0, nhiều công ty khởi nghiệp (tiếng Anh: startup) truyền thông xã hội và công nghệ như Facebook, YouTube, MySpace và Digg đã sử dụng Buzz Marketing bằng cách hợp nhất nó với các mạng xã hội (tiếng Anh: social media) mà họ đã phát triển. Khi việc sử dụng Internet như là một nền tảng để nghiên cứu và truyền thông ngày càng tăng, thì truyền miệng lại càng trở thành một nguồn tài nguyên hữu ích và hiệu quả cho người tiêu dùng và các nhà tiếp thị.
Ngày nay, tiếp thị truyền miệng bao gồm cả trực tuyến và tương tác trực tiếp. Viện Khoa học Tiếp thị Ehrenberg-Bass đã chỉ ra rằng để đạt được sự tăng trưởng, các thương hiệu phải tạo ra sự truyền miệng vượt ra ngoài các nhóm người hâm mộ cốt lõi của công ty, nghĩa là các nhà tiếp thị không nên chỉ tập trung vào các cộng đồng như Facebook. Theo Tạp chí Nghiên cứu Quảng cáo, 75% tất cả các cuộc trò chuyện của người tiêu dùng về các thương hiệu xảy ra trực tiếp, 15% xảy ra qua điện thoại và chỉ 10% trực tuyến. Mặt khác, một số người xem sự tương tác trên phương tiện truyền thông xã hội có liên quan chặt chẽ với tiếp thị truyền miệng. Năm 2003, Fred Reichheld đã thực hiện chiến lược tiếp thị truyền miệng bằng cách giới thiệu Net Promoter Score - một chỉ số giúp đo lường mức độ sẵn lòng của khách hàng trong việc giới thiệu công ty, sản phẩm hoặc dịch vụ của công ty cho người khác dựa trên trải nghiệm của họ.

## Định nghĩa
WOM, hay Word of Mouth, theo định nghĩa chính thống, sự quan tâm của người tiêu dùng cho sản phẩm hoặc dịch vụ của công ty được phản ánh trong các lời đối thoại hàng ngày của họ. WOM là hình thức giao tiếp giữa người với người "Consumer to Consumer" (C to C) trực tiếp hoặc gián tiếp một cách "phi thương mại" thông qua điện thoại, ... Thông qua WOM, các thông tin được "truyền tai nhau" một cách nhanh chóng trong cộng đồng.
"Truyền thông trực tiếp, từ một cá nhân đến một cá nhân khác, giữa các cá nhân được xem như là «phi thương mại» về một thương hiệu, một sản phẩm hay một dịch vụ thương mại."— Arndt
"Là hành động một người tiêu dùng thiết lập và/hoặc truyền bá các thông tin liên quan đến marketing cho một người tiêu dùng khác."— Hiệp hội marketing truyền miệng(WOMMA)
eWOM, hay Electronic Word of Mouth, là truyền miệng thông qua Internet.
Truyền miệng điện tử bao gồm 5 yếu tố chính: 
- Lời tuyên bố (phát biểu): tích cực, tiêu cực hoặc trung lập.
- Người truyền tin (người gửi): người tạo nên lời tuyên bố, đó có thể là khách hàng cũ, khách hàng hiện tại hay khách hàng tiềm năng.
- Đối tượng: sản phẩm, dịch vụ và công ty.
- Người nhận: người tiêu dùng, người đọc, tổ chức,...
- Môi trường: Internet, đặc biệt là các phương tiện truyền thông xã hội.

 "Truyền miệng điện tử là tất cả các khẳng định tích cực hay tiêu cực được tạo ra bởi cả những khách hàng cũ, khách hàng hiện tại và khách hàng tiềm năng về một sản phẩm hay một công ty; các khẳng định này được tạo ra sẵn có cho các nhóm cộng đồng hay những tổ chức thông qua các công cụ trên Internet như diễn đàn trực tuyến, thư điện tử (tiếng Anh: email), blog, mạng xã hội (tiếng Anh: social media),...".— Hennig–Thurau

## Phân biệt WOM và eWOM
|                               | WOM | eWOM |
| ----------------------------- | --- | --- |
| Hình thức                     | Giao tiếp bằng lời nói trực tiếp, mặt đối mặt | Giao tiếp thông qua Internet với các hình thức như diễn đàn trực tuyến, các cộng đồng trực tuyến (tiếng Anh: online community), website, ...                                                                                           |
| Nguồn thông tin và độ tin cậy | Thông tin được thu thập từ những người xung quanh như thành viên gia đình hoặc bạn bè (Ratchford, Talukdar & Lee, 2001), do đó người nhận dễ dàng xác nhận được độ tin cậy của thông tin | Thông tin được thu thập từ những người không gần gũi và không quen biết nhau (Ratchford et al.), do đó người nhận khó xác định độ tin cậy của thông điệp hơn và thường dựa vào độ tin cậy của trang website mà thông tin được đăng tải |
| Đo lường                      | Khó đo lường | eWOM có thể dễ dàng đo lường nhờ vào các định dạng trình bày, số lượng và sự ổn định của eWOM (Lee, Park và Hen, 2008; Park và Kim, 2008)                                                                                              |
| Bảo mật riêng tư              | Có thể trò chuyện riêng tư trực tiếp với nhau ở ngoài đời thực, diễn ra ở thời điểm gặp mặt                                                                                              | Thông tin công khai trên mạng Internet, bất cứ ai cũng có thể xem được ở bất cứ thời điểm nào |
| Tốc độ lan tỏa                | Thông tin được lan truyền chậm và phải nói ra mới lan truyền được | Thông tin được lan truyền nhanh chóng thông qua Internet ở bất kỳ thời điểm nào |
| Khả năng tiếp cận             | Khó tiếp cận và thu thập thông tin | Dễ tiếp cận và thu thập thông tin |

## Lợi ích và hạn chế của WOM/eWOM trong tiếp thị

### Lợi ích của WOM/eWOM trong tiếp thị
Lợi ích nổi bật đầu tiên của truyền thông tiếp thị (tiếng Anh: marketing communication) bằng truyền miệng là khả năng thuyết phục và khả năng lan tỏa thông tin trong cộng đồng. Khả năng thuyết phục của truyền miệng đã được xem là hiệu quả nhất trong các phương pháp truyền thông. Các thông tin từ truyền miệng, với đặc tính là không bị thương mại hóa, được người tiêu dùng xem như là đáng tin cậy và trung thực nhất (Silverman, 2001). Theo nghiên cứu của Mediaedge (2009): 76% người tiêu dùng đều thừa nhận rằng thông tin truyền miệng là tác nhân ảnh hưởng chính đến các lựa chọn của họ về sản phẩm, trong khi quảng cáo chỉ chiếm 15%, hay 90% người tiêu dùng khẳng định các lời giới thiệu của một khách hàng khác là nguồn thông tin tin cậy nhất cho các quyết định mua sắm. Trong thời đại Internet ngày nay, truyền miệng qua mạng xã hội (tiếng Anh: social media) được xem là một phương pháp truyền thông hiệu quả để truyền tải các thông tin thương mại. Các thông tin tiếp thị có thể được sử dụng và phát tán theo con đường truyền miệng (Gladwell, 2000; Godin, 2001). Các giao tiếp cá nhân tự phát trên Internet nhiều khi còn có tác dụng mạnh hơn các chiến dịch tiếp thị của doanh nghiệp.

Ví dụ như theo nghiên cứu của Keller và Libai (2009), có khoảng 3,3 tỷ lượt tiếp xúc với thương hiệu (tiếng Anh: brand impression) được tạo ra trong một ngày tại Mỹ bằng truyền miệng. Hay theo Fox Interactive Media (2007), các giao tiếp cá nhân giữa người sử dụng các mạng xã hội (tiếng Anh: social media) đã tạo ra hơn 70% các tiếp xúc thương hiệu với hai thương hiệu Adidas và Electronic Arts, gấp 2 lần số các tương tác thương hiệu được tạo ra từ các chiến dịch tiếp thị của công ty.

Lợi ích nổi bật thứ hai là sự tối ưu chi phí trong tiếp thị truyền miệng. Đối với truyền miệng tự phát của người tiêu dùng, doanh nghiệp hoàn toàn không tốn chi phí. Doanh nghiệp chỉ tốn một số ít chi phí khi tiến hành các chiến dịch tiếp thị nhằm tạo ra các truyền miệng cộng hưởng. Chi phí cho các chiến dịch truyền thông tiếp thị (tiếng Anh: marketing communication) truyền miệng thường không quá lớn, và được xem như là một trong những hình thức truyền thông có chi phí thấp nhất (Phillips & Rasberry, 2008; O'Leary & Sheehan, 2008). 

### Hạn chế của WOM/eWOM trong tiếp thị
Tuy nhiên, việc hoạch định, thực hiện và đánh giá các hoạt động truyền thông tiếp thị (tiếng Anh: marketing communication) truyền miệng hoàn toàn không phải là điều đơn giản. Đây chính là hạn chế lớn nhất của phương thức truyền thông này, làm cho các hoạt động truyền thông tiếp thị (tiếng Anh: marketing communication) truyền miệng không được sử dụng rộng rãi tại các doanh nghiệp. Thêm vào đó, doanh nghiệp rất khó có thể kiểm soát sự vận hành của nó bằng các kỹ thuật quản trị truyền thông truyền thống. Thực chất, truyền miệng diễn ra một cách chủ động giữa hai cá nhân độc lập, không chịu sự chi phối của doanh nghiệp. Doanh nghiệp không thể kiểm soát cũng như điều phối việc trò chuyện của hai người, cả về nội dung, hoàn cảnh cũng như cách thức giao tiếp. 

Tuy vậy, cùng với sự phát triển của công nghệ, ngày nay các doanh nghiệp đã có một số phương pháp mới để tiến hành các chiến dịch truyền thông tiếp thị (tiếng Anh: marketing communication) dựa trên truyền miệng.